# صموئيل غاردنر دريك
صموئيل غاردنر دريك (بالإنجليزية: Samuel Gardner Drake)‏ هو مؤرخ أمريكي، ولد في 11 أكتوبر 1798 في Pittsfield, New Hampshire ‏ في الولايات المتحدة، وتوفي في 14 يونيو 1875 في بوسطن في الولايات المتحدة بسبب ذات الرئة.